# Список депутатов Олий Мажлиса Узбекистана (2000—2005)
Список депутатов однопалатного Олий Мажлиса Республики Узбекистан II созыва, избранных на парламентских выборах в 1999 году.
Депутаты сгруппированы по политическим партиям и представительным органам власти, от которых они баллотировались. Депутаты, выдвинутые инициативными группами избирателей, выделены в отдельную группу.
Желтым отмечен Председатель Олий Мажлиса, голубым — его заместители. Серым отмечены депутаты, чьи полномочия были прекращены досрочно. Жирным шрифтом выделены руководители фракций политических партий.

## Народно-демократическая партия Узбекистана
| ФИО                                   | Номер округа | Округ              |
| ------------------------------------- | ------------ | ------------------ |
| Абдуллаев, Абдухашим Абдуллаевич      | 195          | Киргулийский       |
| Абдуллаев, Мурадулло                  | 56           | Фиришкентский      |
| Абдуллаев, Рахмонкул Менгкобилович    | 146          | Денауский          |
| Арипов, Абдулла                       | 232          | Бешчашминский      |
| Асадов, Илхом Ашурович                | 226          | Касанский          |
| Аскаров, Бахтиёр                      | 21           | Оклонский          |
| Базарбаев, Урман                      | 34           | Юкори-Шахриханский |
| Базаров, Баходир Кобилович            | 51           | Тукимачиликский    |
| Байджанов, Ибадулла Самандарович      | 203          | Аль-Хорезмийский   |
| Бахронов, Тохир Саидович              | 59           | Пешкунский         |
| Боймурадов, Худойберди Мелибоевич     | 122          | Тайлакский         |
| Джамалов, Азамат Бадриддинович        | 84           | Камарсадинский     |
| Джихангирова, Дилбар Набиевна         | 166          | Кизгалдакский      |
| Зайниев, Мухитдин Фазлиевич           | 53           | Галаасийский       |
| Зайниев, Нуриддин                     | 227          | Мубарекский        |
| Зайнутдинов, Ибрат Анварович          | 219          | Гузарский          |
| Зокиров, Мансур Исаевич               | 54           | Вабкентский        |
| Исмаилов, Нимат Файзуллаевич          | 233          | Шахрисабзский      |
| Исмоилов, Нурдинжон Муйдинхонович     | 96           | Бахтский           |
| Кочмарик, Изидор Андреевич            | 239          | Тахиаташский       |
| Курбанбаев, Неъматилла                | 101          | Заркентский        |
| Курбонов, Ровшанбек Давлетович        | 169          | Куйи-Чирчикский    |
| Кучеров, Вадим Петрович               | 16           | Самолётсозларский  |
| Мамажанов, Мамарузи Камилович         | 201          | Водилский          |
| Матвеев, Александр Алексеевич         | 13           | Сергелийский       |
| Мелкумов, Александр Николаевич        | 18           | Чиланзарский       |
| Назаров, Хамидулла Сотивалдиевич      | 157          | Кимёгарский        |
| Нормурадов, Мурадулла                 | 230          | Чиракчинский       |
| Оманов, Фармон                        | 222          | Чимский            |
| Охунова, Замирахон Сиддиковна         | 179          | Чорсунский         |
| Раматов, Ачилбай Джуманиязович        | 2            | Октепинский        |
| Рашидова, Сайёра Шарафовна            | 69           | Зааминский         |
| Рузметов, Арслон Гойибович            | 208          | Гурленский         |
| Саидов, Назиржон Шамсутдинович        | 47           | Хартумский         |
| Сафаева, Машкура Бокиевна             | 228          | Нишанский          |
| Сигедин, Виталий Николаевич           | 152          | Алмалыкский        |
| Синдоров, Абдурашид Джахангирович     | 131          | Сайхунский         |
| Содиков, Абдулазизижон Абдулхамидович | 27           | Озодликский        |
| Солиев, Суфхонжон Муйдинович          | 188          | Риштанский         |
| Умаралиев, Мухамаджон                 | 35           | Истиклолский       |
| Хайдаров, Миродил Мухаммаджонович     | 199          | Ходжа-Хасанский    |
| Хакимов, Назар                        | 220          | Дехканабадский     |
| Хасанов, Урин Хасанович               | 73           | Навоийский         |
| Хафизов, Бахтиёр Яхъяевич             | 61           | Жондорский         |
| Худояров, Махамаджон Бердибоевич      | 162          | Янгиюльский        |
| Чутбоев, Урол Тоштемирович            | 143          | Шурчинский         |
| Шодиева, Буритош Аминовна             | 148          | Узунский           |
| Эрданаев, Аликул Халимович            | 231          | Кукдалинский       |
| Юлдашева, Гульнора Батировна          | 103          | Усман-Юсуповский   |

## Национально-демократическая партия «Фидокорлар»
| ФИО                                       | Номер округа | Округ             |
| ----------------------------------------- | ------------ | ----------------- |
| Абдурахимов, Асатилла Убайдуллаевич       | 167          | Саларский         |
| Абдухаликов, Фирдавс Фридунович           | 106          | Темирюльский      |
| Азамов, Ахмад                             | 108          | Джамбайский       |
| Атабаев, Убайдулла Нуриддинович           | 200          | Кувасайский       |
| Ахмедов, Алижон                           | 42           | Кургантепинский   |
| Аъзамов, Эркин Нормаматович               | 135          | Шерабадский       |
| Болиев, Аслиддин Артикович                | 126          | Челекский         |
| Далимов, Турабек Нугманович               | 12           | Каракамышский     |
| Джумабеков, Кудайберген Уразбаевич        | 238          | Университетский   |
| Зиё, Азамат Хамид угли                    | 137          | Ангорский         |
| Каландаров, Искандар                      | 212          | Питнакский        |
| Камбаров, Нуриддин Мухаммаджонович        | 94           | Уйчинский         |
| Каримов, Рахмонкул Каримович              | 164          | Букинский         |
| Касымов, Рустам Сабирович                 | 189          | Сохский           |
| Кучимов, Абдисаид                         | 124          | Куйикишлакский    |
| Латипов, Испандиёр Худоёрович             | 98           | Нарынский         |
| Мамадалиева (Усманова), Юлдуз Ибрагимовна | 180          | Фуркатский        |
| Матмусаев, Шакирджан Чаманович            | 100          | Янгикурганский    |
| Мирзаахмедов, Хабибулла Дехканбаевич      | 95           | Унхаятский        |
| Мирзаев, Гулом Абдурайимович              | 224          | Касбинский        |
| Мирзаев, Эргаш Сайдуллаевич               | 112          | Гузалкентский     |
| Мирходжаев, Зайнутдин Сайфутдинович       | 17           | Домбрабадский     |
| Мунавваров, Зохилло Инъомходжаевич        | 83           | Чустский          |
| Норбутаев, Эркин Холбоевич                | 129          | Янгиерский        |
| Панаев, Бахтиёр Шомуродович               | 215          | Янгиарыкский      |
| Султонов, Хайриддин Мадриддинович         | 173          | Эски-Ковунчинский |
| Таджибаев, Эркин Абдурашидович            | 37           | Асакинский        |
| Тошматов, Кобилжон Фаттахович             | 186          | Хазиниский        |
| Туракулов, Бахтиёр Содикович              | 184          | Бувайдинский      |
| Турдимов, Эркинжон Окбутаевич             | 80           | Нуратинский       |
| Умаров, Суннатулла Абдуллаевич            | 89           | Дустликский       |
| Умарова, Шоира Акбутаевна                 | 66           | Зарбадарский      |
| Хайруллаев, Сайфулла                      | 223          | Бешкентский       |
| Холмурадов, Рустам Иброхимович            | 109          | Иштыханский       |
| Хусанбаев, Бахтиёр Махмудович             | 194          | Ферганский        |

## Партия «Ватан тараккиёти»
| ФИО                              | Номер округа | Округ            |
| -------------------------------- | ------------ | ---------------- |
| Бабаджонов, Ташпулат Лепесович   | 161          | Юкори-Чирчикский |
| Ерниязов, Муса Тажетдинович      | 248          | Чимбайский       |
| Жалолов, Бахромжон Кодирович     | 39           | Булакбашинский   |
| Жураев, Юлдаш Очилович           | 132          | Сырдарьинский    |
| Ибрагимов, Нематулла             | 191          | Маргиланский     |
| Камбаров, Сирожиддин Усмонович   | 110          | Каттакурганский  |
| Кузиев, Турсунали Каримович      | 136          | Кизирикский      |
| Мамадалиев, Баходир Джурахонович | 90           | Наманганский     |
| Мамаков, Позилжон                | 38           | Мархаматский     |
| Матчанов, Рафик Досчанович       | 241          | Кегейлийский     |
| Миралимов, Миракмал Мирахматович | 172          | Навбахорский     |
| Мурод Мухаммад Дуст              | 114          | Нурабадский      |
| Собиров, Илгизар Матякубович     | 209          | Кушкупирский     |
| Садуллаев, Азимбай               | 206          | Ичан-Калинский   |
| Собиров, Музаффарбек Азимович    | 187          | Алтиарыкский     |
| Турсунов, Ахтам Саломович        | 117          | Чархинский       |
| Тухташев, Абдил Косимович        | 127          | Кушрабатский     |
| Уроков, Сулейман Саломович       | 102          | Багишамалский    |
| Файзуллаев, Турсунбой            | 87           | Мингбулакский    |
| Юлдошев, Комил Хамидович         | 55           | Кумушкентский    |

## Социал-демократическая партия Узбекистана «Адолат»
| ФИО                                  | Номер округа | Округ              |
| ------------------------------------ | ------------ | ------------------ |
| Абидов, Бахтиёр Рихсибоевич          | 14           | Куйлюкский         |
| Алимбоев, Аббос Ахмедович            | 177          | Кайнарский         |
| Ахадов, Абдурафик                    | 121          | Улугбекский        |
| Даминов, Тургунпулат Обидович        | 15           | Хамзинский         |
| Зинин, Сергей Иванович               | 158          | Машиностроительный |
| Нуъмонов, Хамиджон Нуъмонович        | 36           | Ниязботирский      |
| Олимжонов, Омон Хамидович            | 65           | Учтепинский        |
| Рахманкулов, Мир-Акбар Хожиакбарович | 1            | Саноатский         |
| Рахматов, Маматкул Рахматович        | 198          | Кувинский          |
| Темиров, Акбар Халимович             | 235          | Шаматонский        |
| Юнусов, Темурмалик                   | 182          | Учкуприкский       |

## Демократическая партия «Миллий тикланиш»
| ФИО                            | Номер округа | Округ             |
| ------------------------------ | ------------ | ----------------- |
| Бокиева, Гуландом Хисомовна    | 6            | Мирзо-Улугбекский |
| Гафуров, Иброхим Усмонович     | 44           | Пахтаабадский     |
| Донаев, Эркин Алламуродович    | 138          | Музрабадский      |
| Досмухамедов, Хуршид Набиевич  | 72           | Фаришский         |
| Жалилов, Рахматали Камбарович  | 176          | Яйпанский         |
| Жумаев, Рустам Зиятович        | 63           | Алатский          |
| Машрабов, Зокиржон Машрабович  | 26           | Мустакилликский   |
| Салимова, Шарифа Эгамбердиевна | 155          | Тойтепинский      |
| Хамрокулов, Тохиржон Юсупович  | 185          | Багдадский        |
| Хашимов, Уткир                 | 156          | Урта-Чирчикский   |

## Депутаты, выдвинутые от инициативных групп избирателей
| ФИО                               | Номер округа | Округ              | Партийность  |
| --------------------------------- | ------------ | ------------------ | ------------ |
| Абдуллажонов, Адхамжон            | 28           | Шифокорский        | НДПУ         |
| Абдураимов, Хотам Махкамович      | 139          | Термезский         | беспартийный |
| Жалилов, Шухрат Илхомович         | 20           | Шайхантахурский    | беспартийный |
| Журабеков, Заир Хакимович         | 105          | Согдианский        | беспартийный |
| Исроилов, Жамол Иброхимович       | 115          | Окдарьинский       | беспартийный |
| Каюмов, Абдулла Мамажонович       | 45           | Избасканский       | НДПУ         |
| Миродилов, Тохир Мирходжаевич     | 3            | Акмаль-Икрамовский | беспартийный |
| Мухаммадиев, Рахмон Омонович      | 149          | Сурханский         | беспартийный |
| Норкулов, Турсунбой               | 68           | Галляаральский     | НДПУ         |
| Облакулов, Гулом Бабакулович      | 75           | Навбахорский       | НДПУ         |
| Отахонов, Комилжон Алихонович     | 33           | Шахриханский       | НДПУ         |
| Саидов, Акмаль Холматович         | 229          | Чулабадский        |              |
| Сайдуллаев, Хабибулла             | 92           | Сардобинский       | беспартийный |
| Тошмуродов, Тошпулат              | 113          | Нарпайский         | НДПУ         |
| Хамроев, Туракул                  | 134          | Байсунский         | НДПУ         |
| Шаабдурахманов, Рустам Мавзурович | 24           | Юнусабадский       | беспартийный |

## От местных Советов народных депутатов

### От Жокаргы Кенеса Каракалпакстана
| ФИО                                    | Номер округа | Округ          | Партийность     |
| -------------------------------------- | ------------ | -------------- | --------------- |
| Адилов, Агитай                         | 249          | Бердахский     | НДПУ            |
| Бугров, Борис Иванович                 | 246          | Кунградский    | беспартийный    |
| Джуманов, Асенияз                      | 250          | Аральский      | НДПУ            |
| Исмаилов, Умар Сапаевич                | 244          | Турткульский   |                 |
| Калмуратов, Имиямин Нуратдинович       | 237          | Нукусский      | НДПУ            |
| Камолов, Тимур                         | 247          | Шуманайский    | НДПУ            |
| Раззакова, Муяссар Кадировна           | 245          | Берунийский    | Миллий тикланиш |
| Худайбергенов, Неъматулла Маткаримович | 243          | Элликкалинский | НДПУ            |
| Шерибаев, Халила                       | 240          | Ходжейлийский  | НДПУ            |
| Юлдашев, Ражапбай                      | 242          | Амударьинский  | НДПУ            |

### От Ташкентского городского Совета
| ФИО                              | Номер округа | Округ             | Партийность  |
| -------------------------------- | ------------ | ----------------- | ------------ |
| Ашуров, Мухсинджон Хуррамович    | 19           | Мевазарский       | НДПУ         |
| Голышев, Вячеслав Аркадьевич     | 22           | Марказийский      | беспартийный |
| Ким, Сергей Сергеевич            | 8            | Мирабадский       | НДПУ         |
| Мажидов, Абдуазим Хакимович      | 5            | Дарханский        | НДПУ         |
| Махсудхужаев, Бахтиёр Нуъмонович | 9            | Файзабадский      | НДПУ         |
| Миркосимов, Алишер Мухамедович   | 25           | Яккасарайский     | беспартийный |
| Пахрутдинов, Шукритдин Илёсович  | 23           | Астрабадский      | НДПУ         |
| Тошпулатов, Комилжон Жураевич    | 10           | Чукурсайский      | НДПУ         |
| Туляганов, Козим Носирович       | 11           | Сабир-Рахимовский | беспартийный |
| Халилов, Эркин Хамдамович        | 7            | Тракторсозларский | беспартийный |
| Хикматов, Шукурилло Хикматович   | 4            | Бектемирский      | беспартийный |

### От областных Советов

#### Андижанский
| ФИО                           | Номер округа | Округ           | Партийность  |
| ----------------------------- | ------------ | --------------- | ------------ |
| Ахунов, Уктамжон              | 40           | Ходжаабадский   | НДПУ         |
| Бегалиев, Сайдулла            | 46           | Пайтугский      | НДПУ         |
| Жалолов, Ёкубжон Жураевич     | 31           | Балыкчинский    | беспартийный |
| Жулин, Николай Иванович       | 41           | Джалалкудукский | НДПУ         |
| Косимов, Маликжон Иброхимович | 43           | Султанабадский  | НДПУ         |
| Обидов, Кабулжон              | 32           | Акалтынский     | НДПУ         |
| Обидов, Кобилджон Гафурович   | 30           | Алтынкульский   | беспартийный |
| Собиров, Абдуллажон           | 29           | Андижанский     | беспартийный |
| Хакимов, Хасан Назарович      | 48           | Куйганъярский   | НДПУ         |

#### Бухарский
| ФИО                               | Номер округа | Округ                | Партийность  |
| --------------------------------- | ------------ | -------------------- | ------------ |
| Джураев, Нарзулла Косимович       | 57           | Гиджуванский         | Фидокорлар   |
| Камалов, Карим Жамолович          | 49           | Бухарский            | беспартийный |
| Нозимов, Аскар Махмудович         | 60           | Ромитанский          | беспартийный |
| Рахмонов, Абдусалом Жабборович    | 62           | Каракульский         | беспартийный |
| Сайдахмедов, Игамберди Мухторович | 50           | Файзулла-Ходжаевский | НДПУ         |
| Хайдаров, Эркин Давронович        | 58           | Шафирканский         | НДПУ         |
| Хусейнов, Самойдин Косимович      | 52           | Каганский            | беспартийный |

#### Джизакский
| ФИО                          | Номер округа | Округ         | Партийность  |
| ---------------------------- | ------------ | ------------- | ------------ |
| Исраилов, Алишер Худжамович  | 71           | Пахтакорский  | беспартийный |
| Мирзиёев, Шавкат Миромонович | 67           | Бахмальский   | беспартийный |
| Худояров, Сарвар             | 64           | Джизакский    | НДПУ         |
| Эргашев, Халикул Саттарович  | 70           | Мирзачульский | НДПУ         |

#### Кашкадарьинский
| ФИО                               | Номер округа | Округ       | Партийность  |
| --------------------------------- | ------------ | ----------- | ------------ |
| Бадалбаева, Патима                | 234          | Миракинский | НДПУ         |
| Бегматов, Шухрат Рахимович        | 217          | Каршинский  | беспартийный |
| Кораев, Юлдош Умарович            | 218          | Насафский   | беспартийный |
| Панжиев, Курбон                   | 225          | Китабский   | НДПУ         |
| Рахимов, Ботир                    | 236          | Яккабагский | НДПУ         |
| Сатторов, Шоймурод Рахматуллаевич | 221          | Камашинский | НДПУ         |

#### Навоийский
| ФИО                            | Номер округа | Округ          | Партийность  |
| ------------------------------ | ------------ | -------------- | ------------ |
| Бердиев, Эргаш Шамсиевич       | 74           | Карманинский   | НДПУ         |
| Дилов, Гайбулло Дилович        | 76           | Канимехский    | НДПУ         |
| Каххоров, Эркин Холмуродович   | 81           | Хатырчинский   | НДПУ         |
| Кучерский, Николай Иванович    | 77           | Зарафшанский   | беспартийный |
| Набиев, Шабон Шодиевич         | 79           | Кызылтепинский | НДПУ         |
| Назаров, Алманбет Сактаганович | 78           | Тамдынский     | беспартийный |

#### Наманганский
| ФИО                                  | Номер округа | Округ          | Партийность  |
| ------------------------------------ | ------------ | -------------- | ------------ |
| Жабборов, Тулкин Отахонович          | 85           | Туракурганский | НДПУ         |
| Исматуллаев, Рустамжон Махмудович    | 93           | Ташбулакский   | беспартийный |
| Маматов, Убайдуллахон Тоштиллаевич   | 88           | Касансайский   | НДПУ         |
| Охунов, Баходир Жураевич             | 97           | Учкурганский   | НДПУ         |
| Рискиев, Тухтапулат Турсунович       | 86           | Шахандский     | беспартийный |
| Тажибаев, Захид                      | 82           | Папский        | НДПУ         |
| Тажибаев, Мухаммаджон Абдужаббарович | 91           | Бабуршахский   | НДПУ         |
| Хайдаров, Бозорбой                   | 99           | Чартакский     | НДПУ         |

#### Самаркандский
| ФИО                             | Номер округа | Округ          | Партийность  |
| ------------------------------- | ------------ | -------------- | ------------ |
| Исанов, Шавкат Эргашевич        | 116          | Пастдаргамский | беспартийный |
| Мусурмонова, Ойниса             | 107          | Булунгурский   | НДПУ         |
| Носиров, Азиз Носирович         | 104          | Сиабский       | НДПУ         |
| Нуруллаев, Холмухаммад Жумаевич | 125          | Каратепинский  | беспартийный |
| Рузиев, Эркин Махмудович        | 123          | Ургутский      | НДПУ         |
| Умматов, Эшбой Бойхурозович     | 119          | Пахтачийский   | беспартийный |
| Хакимова, Рахима                | 120          | Самаркандский  | беспартийный |
| Худоёров, Мирзаёр Махмадиёрович | 111          | Карадарьинский | беспартийный |
| Шакаров, Мамадамин Шакарович    | 118          | Пайарыкский    | НДПУ         |

#### Сурхандарьинский
| ФИО                           | Номер округа | Округ          | Партийность  |
| ----------------------------- | ------------ | -------------- | ------------ |
| Алимов, Рустам Пулатович      | 144          | Алтынсайский   | беспартийный |
| Норалиев, Жура Норалиевич     | 141          | Джаркурганский | беспартийный |
| Очилов, Мирсобит Фозилович    | 145          | Хазарбагский   | беспартийный |
| Панжиев, Бахтиёр Мамараимович | 140          | Учкызылский    | НДПУ         |
| Холдоров, Косимжон Хошимович  | 147          | Сариасийский   | беспартийный |
| Чориев, Нормумин Аманович     | 142          | Кумкурганский  | беспартийный |

#### Сырдарьинский
| ФИО                             | Номер округа | Округ        | Партийность  |
| ------------------------------- | ------------ | ------------ | ------------ |
| Исмоилов, Уктам Кучкорович      | 128          | Гулистанский | НДПУ         |
| Мирхабибов, Олимжон Солижонович | 133          | Сардобинский | НДПУ         |
| Эрбеков, Исроил Юлдошевич       | 130          | Баяутский    | беспартийный |

#### Ташкентский
| ФИО                                | Номер округа | Округ         | Партийность  |
| ---------------------------------- | ------------ | ------------- | ------------ |
| Асадов, Илхом Содикович            | 150          | Бинокорский   | НДПУ         |
| Бурибоев, Гофуржон Бокиевич        | 163          | Зафарский     | НДПУ         |
| Гуломова, Дилбар Мухаммадхоновна   | 165          | Зангиатинский | НДПУ         |
| Куччиев, Мирзамашрап Раззокович    | 168          | Кибрайский    | НДПУ         |
| Миралимов, Журавой Дехканбаевич    | 153          | Пскентский    | беспартийный |
| Мирзакулов, Уммат Маматкулович     | 170          | Аккурганский  | беспартийный |
| Мухитдинова, Фарруха Фахриддиновна | 154          | Ахангаранский | НДПУ         |
| Нигматов, Уткур Убайдуллаевич      | 159          | Чарвакский    | НДПУ         |
| Фарманов, Александр Касымович      | 151          | Бекабадский   | беспартийный |
| Холматов, Рустам Курбонназарович   | 171          | Чиназский     | НДПУ         |
| Холтоев, Туроп                     | 160          | Паркентский   | беспартийный |

#### Ферганский
| ФИО                            | Номер округа | Округ               | Партийность  |
| ------------------------------ | ------------ | ------------------- | ------------ |
| Акрамов, Агзам Мухтарович      | 192          | Наврузский          | НДПУ         |
| Вахидов, Эркин Вахидович       | 197          | Язъяванский         | беспартийный |
| Мирзаев, Сотволди              | 196          | Ташлакский          | беспартийный |
| Миркамилов, Толкун Мирамилович | 175          | Рапканский          | Адолат       |
| Мирхамзаев, Мирмуксим          | 178          | Кокандский          | НДПУ         |
| Муминов, Алиджон               | 193          | Абдулла-Кадырийский | беспартийный |
| Муминов, Нуъмонжон Шодиевич    | 174          | Бешарыкский         | беспартийный |
| Мухитдинов, Азим Исмоилович    | 183          | Газигижданский      | беспартийный |
| Обидов, Мухаммад Далимович     | 190          | Ахунбабаевский      | беспартийный |
| Омонов, Номон                  | 202          | Ханкизский          | беспартийный |
| Сулейманов, Юлдошали           | 181          | Дангаринский        | беспартийный |

#### Хорезмский
| ФИО                            | Номер округа | Округ                    | Партийность  |
| ------------------------------ | ------------ | ------------------------ | ------------ |
| Бабаджанов, Ислам Алимович     | 213          | Ханкинский               |              |
| Ибадуллаева, Гавхар Иноятовна  | 216          | Янгибазарский            | беспартийный |
| Мадаминов, Матёкуб Рухметович  | 205          | Хивинский                | НДПУ         |
| Нуниязов, Кадам Махмудович     | 210          | Ургенчский               | беспартийный |
| Хужамуродов, Кутлибай          | 211          | Хазараспский             | НДПУ         |
| Хужаниёзова, Шакаржон Юсуповна | 207          | Багатский                | беспартийный |
| Шарифходжаев, Мурат            | 214          | Шаватский                | НДПУ         |
| Юсупов, Эргаш Омонбоевич       | 204          | Абдулгази-Баходирханский | НДПУ         |